# Nekrolog 1454
Nekrolog
◄◄
| ◄
| 1450
| 1451
| 1452
| 1453
| 1454 | 1455 | 1456 | 1457 | 1458 | ► | ►►
Weitere Ereignisse | Allgemeiner Nekrolog 1454
Die Beschreibung der verstorbenen Person sollte so kurz wie möglich gehalten sein und nur deren signifikante Tätigkeit(en) enthalten.
Neue Namen ggf. auch unter dem Geburts- und Sterbedatum, also etwa unter 1. Januar und im Geburts- und Sterbejahr (2024) eintragen (nur bei entsprechender großer Wichtigkeit). Für Beispiele siehe die schon vorhandenen Artikel.
Außerdem über die fünf zuletzt Verstorbenen, zu denen es einen ausreichend guten Artikel für eine Präsentation auf der Hauptseite gibt, nach der todesbedingten Überarbeitung der Artikel ggf. auch unter Wikipedia Diskussion:Hauptseite informieren und sie am besten auch in den anderen Wikipedia-Sprachversionen eintragen. Tipp: Regelmäßig bei news.google.de nach „ist tot“, „gestorben“ oder „verstorben“ suchen.
Wenn eine Person gestorben ist, gibt es viele Seiten zu dieser Person in der Wikipedia, die davon auch betroffen sind und entsprechend aktualisiert werden müssen. Beispiele: Namenübersichtsseite, Geburtsjahr, Geburtsort-Seiten und viele mehr.
Wie finde ich die betroffenen Seiten?
Im Suchfeld auf der linken Seite gibt man den Suchbegriff so ein: „Vorname Nachname“. Dann klickt man auf Volltext und alle Seiten mit entsprechendem Suchtext werden aufgerufen. Hier sieht man dann schnell, wo auch das Todesjahr Sinn macht oder sogar ein Teil des Artikels angepasst werden muss. Auch hilft das „Werkzeug“ auf der linken Seite sehr gut, um solche Seiten aufzufinden: „Links auf diese Seite“. Somit ist die Wikipedia wieder aktuell in allen Bereichen! Hinweis: bei Eintragung der Kategorie „Gestorben JAHR“ wird der Missbrauchsfilter 49 ausgelöst, was jedoch nicht schlimm ist. Siehe: Spezial:Missbrauchsfilter/49
Dies ist eine Liste von im Jahr 1454 verstorbenen bekannten Persönlichkeiten. Die Einträge erfolgen innerhalb der einzelnen Daten alphabetisch sortiert. Tiere sind im Nekrolog für Tiere zu finden.

## Februar
| Tag         | Name                             | Beruf, bekannt als    | Alter | Beleg |
| ----------- | -------------------------------- | --------------------- | ----- | ----- |
| 14. Februar | Herbert Maxwell, 1. Lord Maxwell | schottischer Adeliger |       |       |

## März
| Tag      | Name                            | Beruf, bekannt als                                                                              | Alter | Beleg |
| -------- | ------------------------------- | ----------------------------------------------------------------------------------------------- | ----- | ----- |
| 4. März  | Hynek Kruschina von Lichtenburg | böhmischer Adeliger, Landeshauptmann von Glatz, Münsterberg und Frankenstein, Hussitenhauptmann |       |       |
| 8. März  | Adam von Haren, der Ältere      | Schöffe und Bürgermeister der Reichsstadt Aachen                                                |       |       |
| 22. März | John Kemp                       | Erzbischof von Canterbury und Lordkanzler                                                       |       |       |

## Mai
| Tag     | Name                | Beruf, bekannt als                       | Alter | Beleg |
| ------- | ------------------- | ---------------------------------------- | ----- | ----- |
| 8. Mai  | Jean I.             | Herr von Monaco                          |       |       |
| 19. Mai | Johannes XIII. Haes | Bischof von Olmütz                       |       |       |
| 19. Mai | Jean de Lastic      | Großmeister des Johanniterordens         |       |       |
| 23. Mai | Jakob Teutelkofer   | Abt des Benediktinerstiftes Kremsmünster |       |       |

## Juni
| Tag      | Name           | Beruf, bekannt als | Alter | Beleg |
| -------- | -------------- | ------------------ | ----- | ----- |
| 27. Juni | Heinrich Tocke | deutscher Theologe |       |       |

## Juli
| Tag      | Name               | Beruf, bekannt als                                                             | Alter | Beleg |
| -------- | ------------------ | ------------------------------------------------------------------------------ | ----- | ----- |
| 18. Juli | Goswin von Eikel   | Domherr in Münster                                                             |       |       |
| 20. Juli | Johann II.         | König von Kastilien und León (1406–1454)                                       | 49    |       |
| 23. Juli | Alicia Lloyd Still | englische Krankenschwester und Präsidentin des International Council of Nurses | -416  |       |

## September
| Tag           | Name   | Beruf, bekannt als                                   | Alter | Beleg |
| ------------- | ------ | ---------------------------------------------------- | ----- | ----- |
| 18. September | Rudolf | Herzog von Sagan, Söldnerführer des Deutschen Ordens |       |       |

## Oktober
| Tag         | Name                      | Beruf, bekannt als                 | Alter | Beleg |
| ----------- | ------------------------- | ---------------------------------- | ----- | ----- |
| 27. Oktober | Magdalena von Brandenburg | Herzogin von Braunschweig-Lüneburg |       |       |

## Dezember
| Tag          | Name                     | Beruf, bekannt als                     | Alter | Beleg |
| ------------ | ------------------------ | -------------------------------------- | ----- | ----- |
| 12. Dezember | Jean d’Arces             | Erzbischof von Tarentaise und Kardinal |       |       |
| 31. Dezember | Friedrich von Wartenberg | Abt des Klosters Reichenau             |       |       |

## Datum unbekannt
| Tag | Name              | Beruf, bekannt als                                                       | Alter | Beleg |
| --- | ----------------- | ------------------------------------------------------------------------ | ----- | ----- |
|     | Francesco Barbaro | venezianischer Humanist                                                  |       |       |
|     | Heinrich Bekelin  | Universitätssekretär, Hochschullehrer und Rektor der Universität Rostock |       |       |
|     | Heinrich IV. Wild | Abt von Kloster Ebrach                                                   |       |       |
|     | Heinrich VI.      | Graf von Görz, Pfalzgraf von Kärnten                                     |       |       |
|     | Johann I.         | Herzog von Troppau und Leobschütz, Herr auf Fulnek                       |       |       |
|     | Johann Kollmann   | deutscher Kaufmann und Bürgermeister der Hansestadt Lübeck               |       |       |
|     | Muhammad XI.      | Emir von Granada (1453–1454)                                             |       |       |
|     | Pierre de Foix    | Vizegraf von Lautrec                                                     |       |       |